# Úbislavice
Úbislavice jsou obec v okrese Jičín v Královéhradeckém kraji. Leží asi šest kilometrů severovýchodně od Jičína a pět kilometrů jihozápadně Nové Paky. Vesnice se nachází v nadmořské výšce 328 metrů a ve všech jejích částech žije 481 obyvatel. Úbislavice leží poblíž silnice I/16 ve směru k Jičínu v údolí potoka Ořeška. Vesnice se v říjnu 2005 stala součástí evropského geoparku Český ráj. 

## Historie
První písemná zmínka o Úbislavicích pochází z roku 1357, kdy horní část vsi patřila ke Kumburku, dolní část byla vladyckým statkem. Od roku 1389 náležela celá ves ke hradu Kumburk, který stojí čedičové homoli s nadmořskou výškou 642 metrů.
V roce 1596 vesnici prodala Kateřina z Donína jako součást dřevěnického panství Janu Rudolfovi Trčkovi z Lípy.

## Obyvatelstvo
| Rok            | 1869  | 1880  | 1890  | 1900  | 1910  | 1921  | 1930  | 1950 | 1961 | 1970 | 1980 | 1991 | 2001 | 2011 | 2021 |
| -------------- | ----- | ----- | ----- | ----- | ----- | ----- | ----- | ---- | ---- | ---- | ---- | ---- | ---- | ---- | ---- |
| Počet obyvatel | 1 858 | 1 642 | 1 585 | 1 428 | 1 309 | 1 224 | 1 078 | 755  | 661  | 527  | 423  | 354  | 346  | 377  | 455  |
| Počet domů     | 256   | 255   | 257   | 257   | 254   | 249   | 248   | 237  | 195  | 163  | 138  | 148  | 190  | 214  | 196  |

## Obecní správa

### Části obce
Obec je tvořena šesti částmi – Úbislavice, Chloumek, Zboží, Stav, Štěpanice a Česká Proseč. Do katastru spadá i údolní nádrž Jahodnice s přilehlým rekreačním zařízením a rybníky Štěpanický a Mikuláš.

### Obecní symboly
Znak a vlajka byly obci uděleny rozhodnutím předsedy Poslanecké sněmovny Parlamentu České republiky dne 29. května 2007.

## Doprava
Nejbližší železniční stanicí je nádraží v Nové Pace na trati Chlumec nad Cidlinou – Trutnov, odkud se do obce lze dostat s využitím pravidelné autobusové linky Nová Paka–Zboží nebo je možné využít autobusu ve směru Nová Paka – Jičín. Obcí prochází i několik značených cyklostezek a turistických tras.

## Společnost
V obci funguje mnoho let tradiční hospůdka, která je poblíž kostela Narození Panny Marie. Nachází se zde i dětské hřiště s tenisovým kurtem a další plochou užívanou pro hasičské soutěže a např. fotbal. Dětské hřiště bylo nedávno obnoveno a vedle něj je přírodní studánka s pitnou vodou, která návštěvníkům hřiště v letním období zpříjemňuje pobyt. Po celé vesnici je velké množství polních cest a památek.
V obci je také obecní úřad, pošta a hřbitov, také místní potraviny či knihovna. Zejména v letním období může obyvatelstvo zavítat k rybníku Jahodnice či ke Štěpanickému a Mikulášskému rybníku. U obce se nachází také penzion. Na území obce je mnoho lesů a stromů a nachází se zde různé chalupy s podkrkonošskou kulturou. Návštěvníci mají také možnost navštívit zříceninu hradu Kumburk. Během cesty mohou pozorovat řadu soch a pomníků, zvoniček i staveb.

### Sbor dobrovolných hasičů

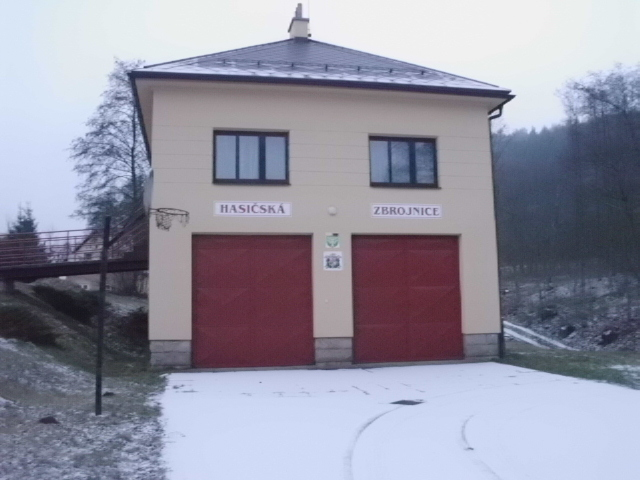
Místní hasičárna

Hasičstvo z obce Úbislavice je složeno z několika sborů dobrovolných hasičů (SDH Úbislavice, SDH Zboží, SDH Stav, SDH Štěpanice – Česká Proseč). Sbory vlastní historické vybavení, ale také klasickou výbavu. 

### Kultura
V obci je každoročně mnoho slavností a aktivit. Patří sem např. hasičská cvičení a soutěže (např. noční útok, výročí hasičských sborů atd.). Dále sem patří např. slavnostní rozsvícení vánočního stromku, který je na návsi. K slavnostnímu rozsvícení patří i ohňostroj a projev starosty obce, dále také Mikuláš, čert a anděl pro děti, u rozsvíceného stromku zpívá dětský sbor obce.
V obci je také každoročně pořádána Traktoriáda. Na ni se sjíždí soutěžící z celého okresu. Dále se zde konají typické vesnické slavnost jako Kateřinská zábava, sokolský ples, hasičský ples, mikulášská zábava (besídka), maškarní apod. Mezi trvalou a každoroční slavnost v obci patří i tzv. prvomájový průvod s další slavností na úbislavickém hřišti. Průvod začíná každoročně na Stavě (část obce) a trvá až na úbislavické hřiště, kde se dále slaví. Dětský den je také většinou každoroční slavností, kdy jsou pro děti připraveny různé soutěže za pěkné odměny.

## Pamětihodnosti
- kostel Narození Panny Marie
- Jiráňův mlýn
- U kostelíčka – původně gotický kostelík svatého Petra a Pavla v místech bývalé vesnice Újezd
- zřícenina hradu Kumburk
- Machův mlýn
- křížky
- zvoničky
- socha svatého Jana Nepomuckého na válcovitém podstavci
- další sochy svatého Jana Nepomuckého
- historické vybavení sboru dobrovolných hasičů
- pomník padlých před kostelem Narození Panny Marie
- krucifix
- vodní mlýn
- bývalý mlýn s dřevařskou pilou
- pamětní deska Jana Gebauera

Obec je bohatá na lidovou architekturu: dřevěné chalupy podkrkonošského typu, roubené domky s bohatě vyřezávanými štíty. Nejzajímavějším je čp. 56 – roubený, patrový mlýn s pavlačí, který má vyřezávaný štít s kabřincem a šindelovou střechu. Mlýn je v historických pramenech připomínán už k roku 1405. Dále se v poloze U kostelíčka ve Stavu nachází gotický kostel svatého Petra a Pavla z konce 15. století. Dochován je včetně portálu, okenních kružeb a křížové klenby presbytáře. Hlavní oltář pochází z roku 1663, pískovcová křtitelnice z roku 1659. Barokní kostel Narození Panny Marie byl vystavěn v letech 1712–1720 na místě staršího dřevěného kostela se zvonicí, oltářní obraz Narození Panny Marie z druhé poloviny 17. století je připisován Karlu Škrétovi, křtitelnice je z roku 1664.

## Osobnosti
Nejznámějším rodákem obce je filolog Jan Gebauer, profesor University Karlovy, který se zde narodil 8. října 1838. Napsal např. Historickou mluvnici jazyka českého, Slovník staročeský, Mluvnici nové spisovné češtiny. Jako Masarykův spolupracovník měl rozhodující podíl na prokázání nepravosti Rukopisu královédvorského a zelenohorského. Do svého rodného kraje, podhůří Krkonoš, se celý život vracel alespoň o prázdninách. Dále se zde narodila Věra Janoušková (1922–2010), česká sochařka, kolážistka, malířka a grafička.